# Eduard von Simson

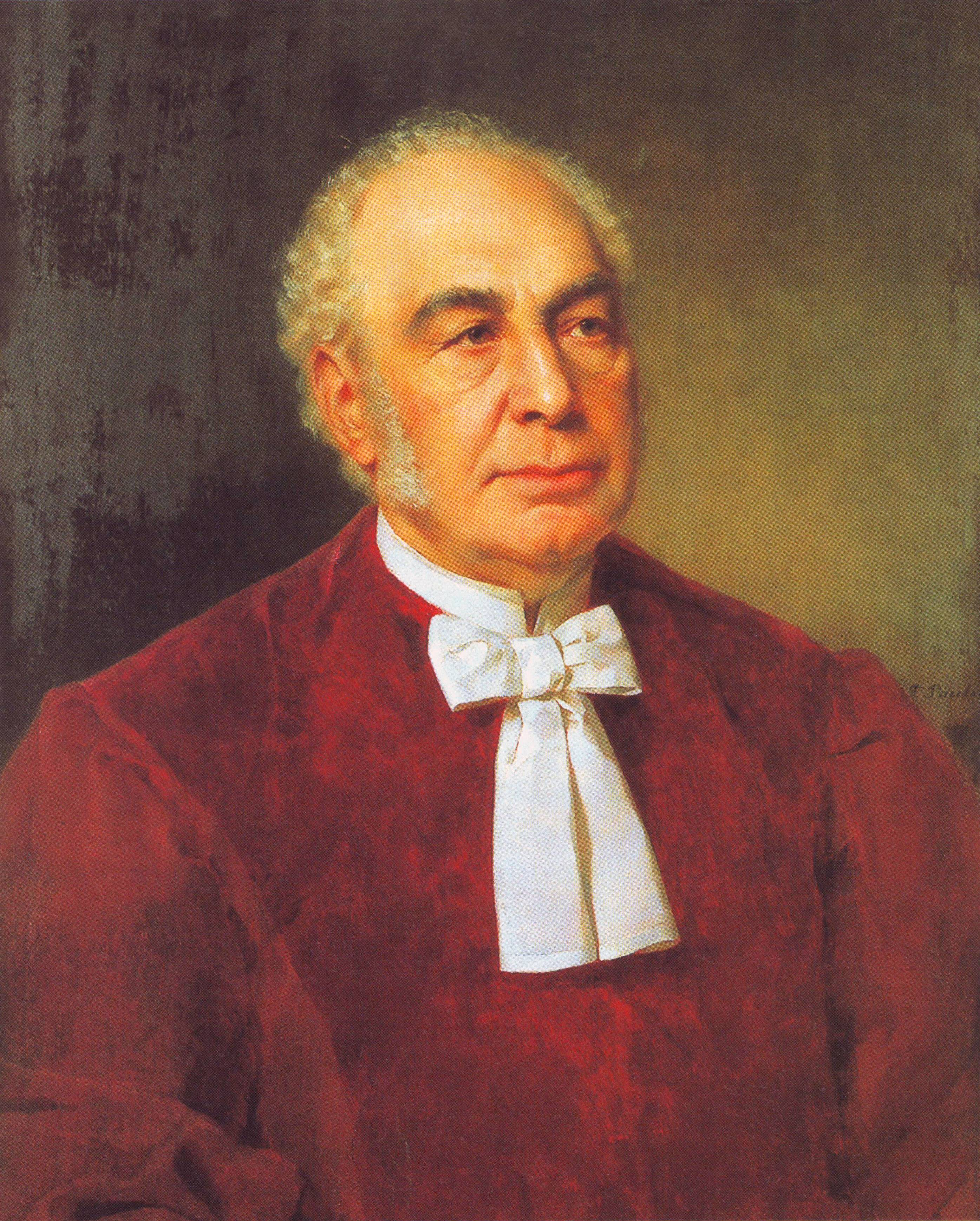
Eduard von Simson porträtiert von Fritz Paulsen auf einem Ölgemälde 1880

Martin Eduard Sigismund Simson, ab 1888 Eduard von Simson (* 10. November 1810 in Königsberg i. Pr.; † 2. Mai 1899 in Berlin), war ein deutscher Richter, Hochschullehrer und Parlamentarier im Königreich Preußen. Durch seine Mitarbeit an der letztlich gescheiterten Reichsverfassung von 1849 wird er als der „erste deutsche Verfassungsvater“ angesehen. Simson war Abgeordneter der Frankfurter Nationalversammlung und von Dezember 1848 bis Mai 1849 ihr Präsident. Dasselbe Amt übte er 1850 im Volkshaus des Erfurter Unionsparlamentes und von 1867 bis 1873 in den Reichstagen des Norddeutschen Bundes sowie des Kaiserreichs aus. 1879 wurde Simson erster Präsident des Reichsgerichts in Leipzig.

## Leben
Seine jüdischen Eltern ließen Eduard Simson 1823 taufen. Im März 1826 machte er mit 15 Jahren das Abitur am Collegium Fridericianum. Zu dieser Zeit unterrichtete er den späteren preußischen Minister Friedrich zu Eulenburg und seinen Bruder als Hauslehrer. An der Albertus-Universität Königsberg begann er, Rechtswissenschaft und Kameralwissenschaft zu studieren. Von seinen Lehrern nennt er nur Heinrich Eduard Dirksen. In Königsberg half er Johann Jacoby bei der Gründung des dritten Littauer-Kränzchens innerhalb der burschenschaftlichen Allgemeinheit Königsberg am 2. Februar 1827. Das Kränzchen wurde 1829 zur Corpslandsmannschaft Lithuania. Simson wechselte an die Friedrich-Wilhelms-Universität Berlin und die Rheinische Friedrich-Wilhelms-Universität Bonn und diente in der Preußischen Armee.
1829 promovierte er in Königsberg zum Dr. iur. Auf Antrag der Fakultät erhielt er sogleich die Venia legendi. Ein Stipendium ermöglichte ihm eine Studienreise nach Berlin, Halle, Leipzig, Göttingen und Bonn. Dort beeindruckte ihn besonders Barthold Georg Niebuhr. Kurz nach der Julirevolution von 1830 traf er in Paris ein. Über Heidelberg und Berlin kehrte er nach Königsberg zurück. Mit dem Reisestipendium verbunden war die Verpflichtung, nach der Rückkehr ab 1831 zwei Jahre als Privatdozent zu lehren. Ungewöhnlich war, dass er Pandektenwissenschaft lesen durfte und schon 1833 zum außerordentlichen Professor ernannt wurde.
Am 3. Oktober 1835 beantragte Simson die Ernennung zum ordentlichen Professor, weil seine „Vorlesungen in der hiesigen Fakultät die am meisten besuchten sind“. Die Fakultät widersprach entschieden: Mit drei ordentlichen Professoren im Römischen Recht sei der Bedarf gedeckt und überhaupt seien bei der sinkenden Studentenzahl fünf Ordinarien ausreichend. Außerdem sei ein weiterer Lehrer des Deutschen Rechts nötiger und habe Heinrich Friedrich Jacobson Vorrang. Simsons Lehrerfolg versuchte die Fakultät zu relativieren; ihm fehle es an der wissenschaftlichen Durchdringung und an Publikationen. Der Kurator gab diese Stellungnahme an das Preußische Ministerium der geistlichen, Unterrichts- und Medizinalangelegenheiten weiter, sprach sich aber für Simsons Ernennung aus. Auf Wunsch der Fakultät empfahl er „eine gründliche Überprüfung seiner beiden Dissertationen“. Diesem Wunsch war das Ministerium am 22. Oktober 1835 insoweit zuvorgekommen, als es bei Karl Unterholzner in Breslau ein Gutachten über Simsons zweite Dissertation angefordert hatte. Trotz der eher ungünstigen Gutachtenlage wurde Simson am 22. Mai 1836 zum ordentlichen Professor ernannt. Seit 1834 Mitglied, wurde er 1846 Rat des Tribunals für das Königreich Preußen. Auf Vermittlung von Oskar Ludwig Bernhard Wolff lud Simson den Freiheitskämpfer Giuseppe Mazzini zu sich nach Hause ein. Am nächsten Tag wurde er von der Polizei über den Gast befragt. Kurz vor der Revolution von 1848 unternahm Simson mit seinem Schwager Robert Warschauer eine Reise nach England, da dessen Bankhaus eine schwere Handelskrise getroffen haben soll.
Auf Betreiben von Johann Gustav Droysen und Christian Schüler, die wie er Abgeordnete in der Nationalversammlung gewesen waren, erhielt er 1852 einen Ruf der Universität Jena auf ihren Lehrstuhl für Pandektenwissenschaft. Simson lehnte ihn ab. Von 1855 bis 1857 war er Rektor der Albertina.

### Parlamentarier

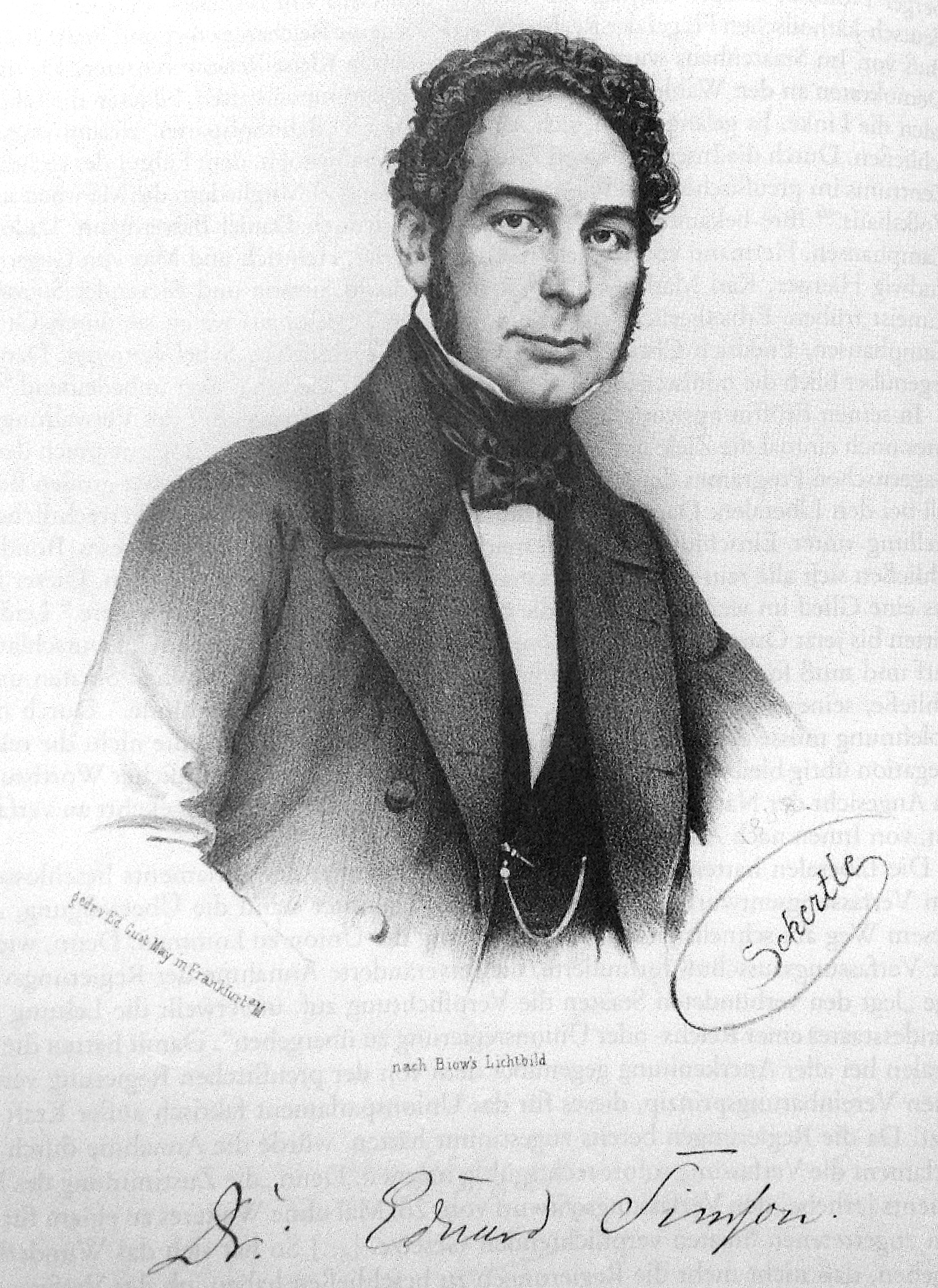
Eduard Simson, Abbildung nach einer Daguerreotypie von Hermann Biow während des Revolutionsjahres 1848/1849

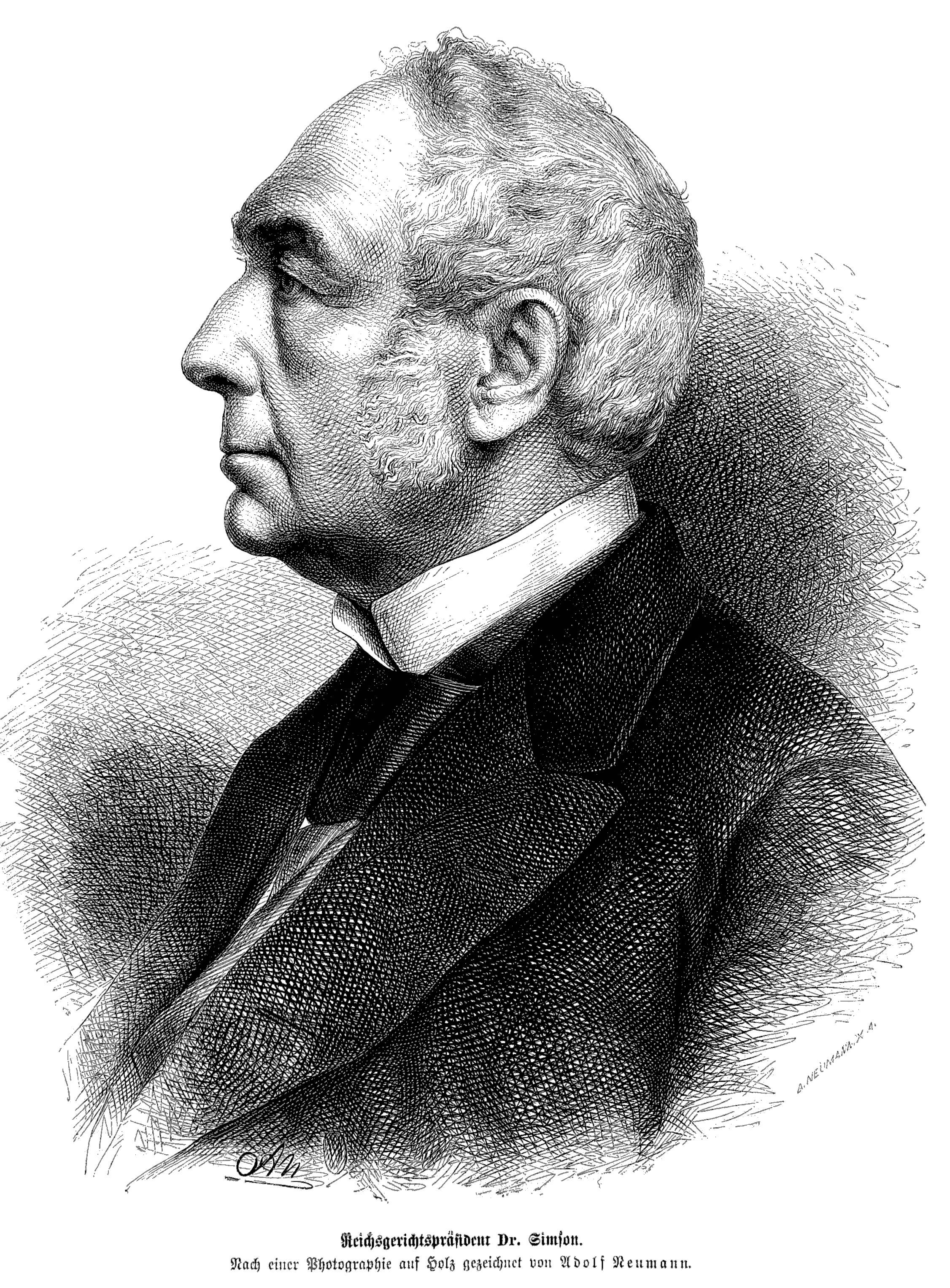
Eduard von Simson als Präsident des Reichsgerichts auf einem Holzstich von August Neumann

Als Abgeordneter für Königsberg gehörte Simson vom 18. Mai 1848 bis zum 20. Mai 1849 der Frankfurter Nationalversammlung an, zunächst als Sekretär im Gesamtvorstand, ab Oktober 1848 als Vizepräsident und ab Dezember 1848 als Präsident. Im April 1849 stand er an der Spitze der Kaiserdeputation, die Friedrich Wilhelm IV. seine Wahl zum Kaiser der Deutschen überbrachte. Als diese Sendung scheiterte, lehnte Simson die Fortführung des Präsidiums ab. Im August 1849 trat er als Abgeordneter für Königsberg in das Abgeordnetenhaus des preußischen Landtags. Im Erfurter Unionsparlament war er Präsident des Volkshauses.
Erst 1858 wandte er sich wieder dem politischen Leben zu. 1860 wurde er zum Vizepräsidenten des Appellationsgerichts Frankfurt (Oder) ernannt. In diesem und im nächsten Jahr führte er das Präsidium des Abgeordnetenhauses, 1867 war er Präsident des  konstituierenden Reichstags, der den Norddeutschen Bund vorbereitete. Er war Vorsitzender auch der ordentlichen Reichstage von 1867 bis 1873 und auch des Zollparlaments.
Am 3. Oktober 1867 überbrachte er dem preußischen König Wilhelm I. die Adresse des im August gewählten Norddeutschen Reichstags nach der Burg Hohenzollern. Am 13. Dezember 1870 reiste er an der Spitze einer Deputation nach Versailles und überbrachte Wilhelm die Adresse des Norddeutschen Reichstags, durch die Wilhelm gebeten wurde, die ihm angetragene Kaiserwürde anzunehmen.
1874 musste er krankheitshalber eine Wiederwahl ablehnen. 1877 nahm er auch kein Reichstagsmandat mehr an. Seit 1869 Präsident des Appellationsgericht Frankfurt/Oder, wurde Simson bei der Errichtung des Reichsgerichts in Leipzig am 1. Oktober 1879 zum Präsidenten des Gerichts und des Disziplinarhofs berufen. Am 1. Februar 1891 trat er in den Ruhestand und nahm seinen Wohnsitz in Berlin.

### Tod und Grabstätte

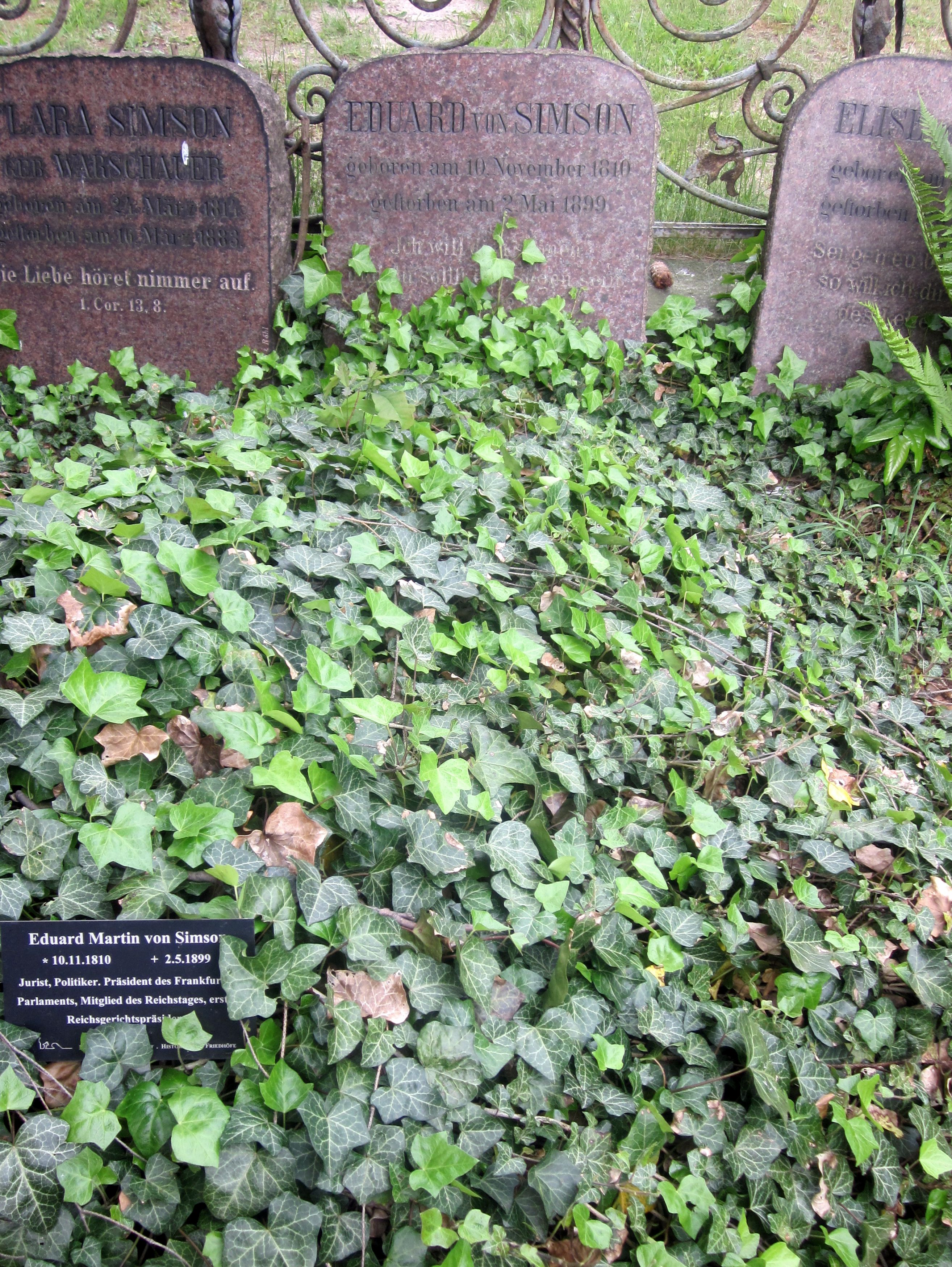
Ehrengrab von Eduard von Simson in Berlin-Kreuzberg

Eduard von Simson starb am 2. Mai 1899 im Alter von 88 Jahren in Berlin. Einen Tag vor seinem Tod erlebte er – obgleich schon nicht mehr bei vollem Bewusstsein – „einen ungemein seltenen Gedenktag, die siebzigjährige Wiederkehr seine[r] Doktorpromotion, die er schon im jugendlichen Alter von 18 ½ Jahren erlangt hatte“. Beigesetzt wurde er in einem Erbbegräbnis auf dem Friedhof III der Jerusalems- und Neuen Kirche vor dem Halleschen Tor. In der Gittergrabanlage dient nur ein kleiner Grabstein aus rotbraunem Granit als Grabmarkierung.

## Ehrungen

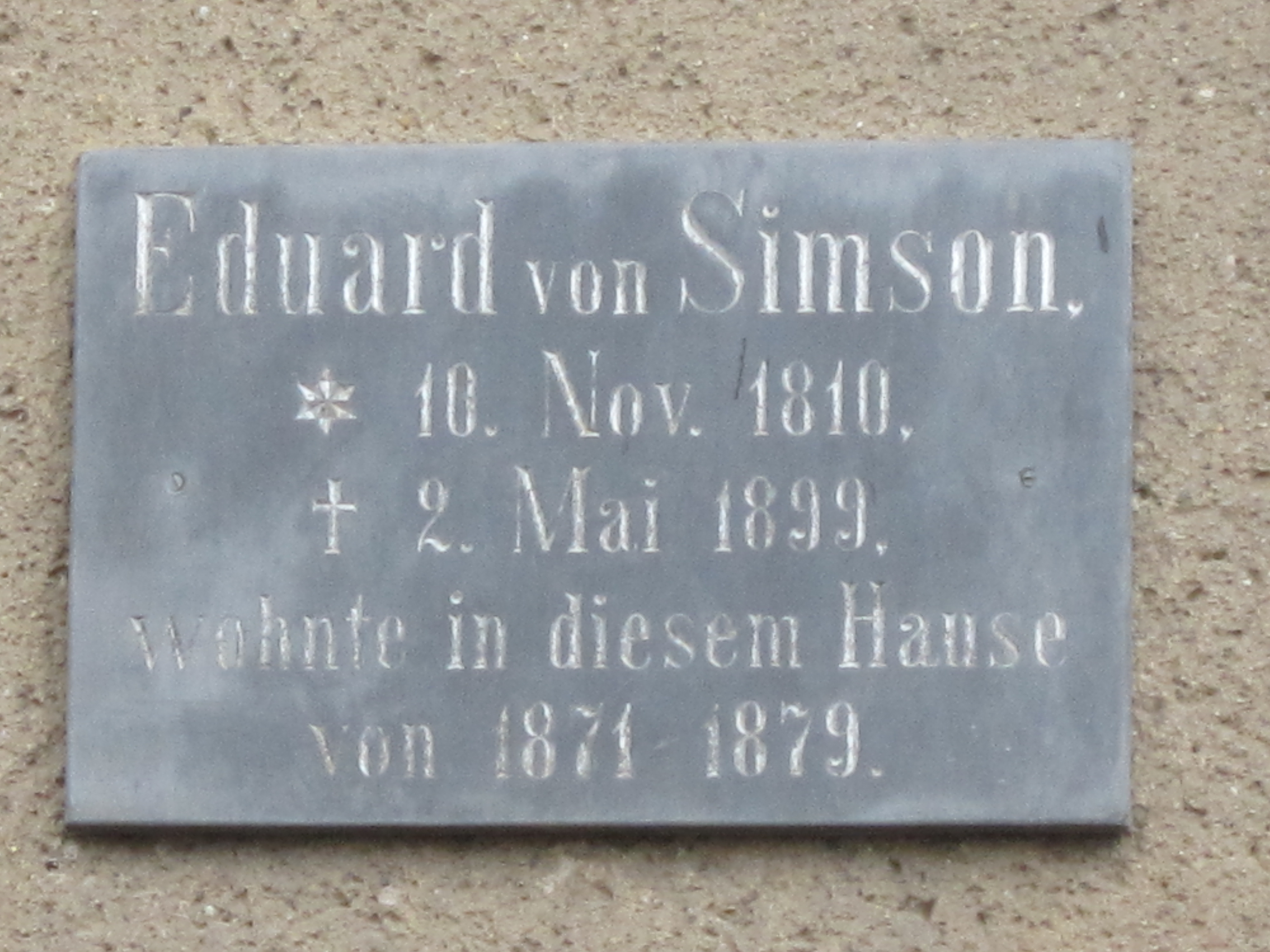
Gedenktafel für Simson in Frankfurt (Oder), Halbe Stadt 20

- Ehrenbürger der Stadt Frankfurt (Oder) (1873)[14]
- Ehrenbürger der Stadt Leipzig (1883)
- Wirkl. Geh. Rat
- Schwarzer Adlerorden (1888)
- Orden vom Zähringer Löwen, Großkreuz mit Brillanten (1893)

Friedrich III. verlieh ihm am 18. März 1888 im Schloss Charlottenburg den Schwarzen Adlerorden. Mit dem Wappenbrief vom 28. Mai 1888 wurde Simson nobilitiert und in den preußischen erblichen Adelsstand erhoben.
Nach Simson benannte Leipzig eine Straße im Musikviertel, eine Brücke und den Platz vor dem Reichsgericht, dem heutigen Bundesverwaltungsgericht. Im Berliner Tiergarten trägt seit 1977 ein Weg beim Reichstagsgebäude zum Brandenburger Tor Simsons Namen. Die heutige Scheidemannstraße am Reichstagsgebäude trug 1895–1938 seinen Namen. Eine weitere in Berlin-Lichtenberg trug 1905–1911 diesen Namen. In Frankfurt am Main ist eine Straße am Parlamentsplatz nach ihm benannt.
Auf Beschluss des Berliner Senats ist die letzte Ruhestätte von Eduard von Simson auf dem Friedhof III der Jerusalems- und Neuen Kirche (Grabstelle 343-EB-256a) seit 1964 als Ehrengrab des Landes Berlin gewidmet. Die Widmung wurde zuletzt im Jahr 2016 um die inzwischen übliche Frist von zwanzig Jahren verlängert.
Nach ihm wurde der Simsonweg im Großen Tiergarten in Berlin benannt.

## Familie
Sein Vater, Zacharias Jakob (1785–1876), war Kaufmann und Wechselmakler in Königsberg i. Pr. Seine Mutter, Marianne Sophie (gest. 1866), war eine Tochter des Kaufmanns Simon Joachim Friedländer. Seine Brüder waren August Simson (1812–1888), Professor der Theologie, sowie die Juristen Georg Bernhard Simson (1817–1897) und John Simson (1823–1886). Sein Großonkel mütterlicherseits war David Friedländer.
Eduard von Simson heiratete 1834 in Königsberg i. Pr. Clara Alexandrine (1814–1883), eine Tochter des Bankiers Marcus Warschauer. Das Paar hatte neun Kinder, darunter den Juristen August von Simson (1837–1927) und den Historiker Bernhard von Simson (1840–1915). Georg von Simson (1869–1939) war sein Enkel.

## Genealogie
- Königl. Herolds-Amt (Hrsg.), Marcelli Janecki (Red. zug.): Handbuch des Preußischen Adels, Band 1, Ernst Siegfried Mittler und Sohn, Berlin 1892, S. 543 f. (Digitalisat)
- Gothaisches Genalogisches Taschenbuch der Briefadeligen Häuser 1909. 3. Jahrgang, Justus Perthes, Gotha Ende Oktober 1908, S. 759 f. (Digitalisat)
- Walter von Hueck, Friedrich Wilhelm Euler et al.: Genealogisches Handbuch des Adels. Adelige Häuser (B/Briefadel) 1974, Band XI, Band 57 der Gesamtreihe GHdA, Hrsg. Deutsches Adelsarchiv, C. A. Starke, Limburg (Lahn) 1974. ISBN 3-7980-0757-8.
- Christoph Franke, Klaus von Andrian-Werburg et al.: Genealogisches Handbuch des Adels. Adelige Häuser (B/Briefadel) 2002, Band XXIV, Band 129 der Gesamtreihe GHdA, Hrsg. Deutsches Adelsarchiv, C. A. Starke, Limburg (Lahn) 2002. ISBN 3-7980-0829-9.